# 吉娜·羅德里奎
吉娜·羅德里奎（英語：Gina Rodriguez，1984年7月30日—）為一名美國女演員與女歌手。其演出較為著名的作品有電影《費里布朗》、肥皂劇《勇士與美人》以及為她奪下金球獎殊榮的喜劇劇情影集《處女情緣》。

## 早年生活
吉娜·羅德里奎生於伊利諾伊州芝加哥，為一對波多黎各夫妻的小女兒， 其父親赫納羅·羅德里奎（Genaro Rodriguez）為一名拳擊裁判，母親名叫瑪佳麗（Magali）。 她是家中三姊妹裡排行最小的女孩。 她的父親為一名非裔拉丁美國人， 其家族中也有著猶太血統。 7歲時，吉娜開始與莎莎舞公司“幼年幻想曲”（Fantasia Juvenil）登台表演。 吉娜成長於天主教家庭，並於聖伊納爵大學預備校就讀高中。直到17歲，她都有持續的跳莎莎舞。 16歲時，她與其他13名青少年共同被入選進入哥倫比亞大學的劇場合作班。 後來她就讀了紐約大學的蒂施藝術學院， 並在大西洋劇院公司與實驗劇場翼密集訓練了4年，終於在2006年以藝術學士學位畢業。 她在美國舞台劇院《英國卡薩藍：芙烈達·卡蘿生命的最後一刻》全球首演中扮演芙烈達·卡蘿。

## 事業

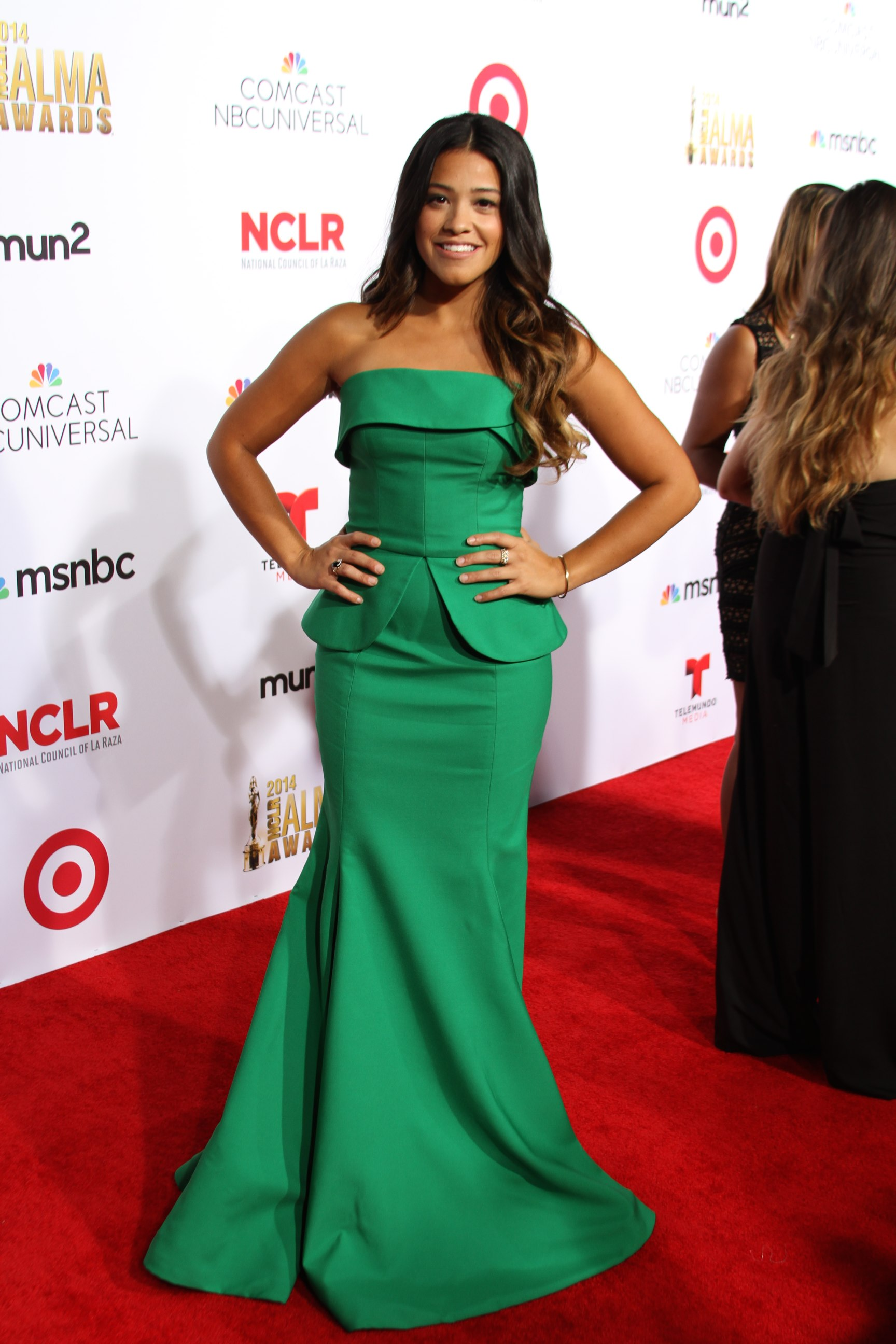
吉娜·羅德里奎參加2014年美國拉丁裔媒體藝術獎

2010年，吉娜以短片《奧斯瓦爾多》獲得首輪電影節最佳演員獎，並因此在紐約闖盪出名號來。 2011年10月19日，吉娜於CBS肥皂劇《勇士與美人》中扮演貝佛莉。 同年她參演了音樂劇電影《舞力青春》，並獲得2011年形象獎提名。 2012年，她主演了電影《費里布朗》，其演技受到許多好評，並以此劇拿下形象獎電影類最佳女演員獎。 2013年6月9日，因吉娜的傑出表現讓她獲得了表彰拉丁裔女演員的露貝獎。 2013年4月16日，於採訪時，吉娜透露原考慮演出Lifetime《心機女傭》，但最終她選擇辭演。 2013年10月16日，吉娜加入電影《真心愛遲到》演出陣容飾演女主角，並再度獲得形象獎電影類最佳女演員／女配角獎提名。 同年，吉娜於採訪中表示自己正在著手製作專輯。 2014年2月23日，娛樂周刊報導吉娜將於The CW新劇《處女情緣》中飾演女主角貞·維拉紐瓦。 2014年6月4日，吉娜加入電影《便利貼》的演出陣容。 在《處女情緣》首播後，該劇廣受評論家讚賞，吉娜更於第72屆金球獎中奪下電視音樂及喜劇類最佳女演員獎，打敗了上屆得主莉娜·丹恩與艾迪·法柯、茱莉亞·路易斯·德瑞弗斯以及泰勒·席林等實力派女星，成為首位以The CW劇集奪得此獎的女演員。2015年8月，吉娜與喬希·佩克和盧達克里斯共同主持2015年青少年選擇獎。

## 個人生活
吉娜的大姊艾芙樂絲·羅德里奎·西蒙為一名投資銀行家， 而她的二姊蕾貝卡則為一名醫師。
於採訪中，吉娜透露自己自19歲開始便被甲狀腺疾病纏身。

### 慈善事業
吉娜投入各式各樣的慈善活動，這為她的演藝事業提升了不少知名度。 於2015年，她開始投入各種組織，從CustomInk到Naja內衣，都與她的生活有著特殊的連結與經驗。
2015年3月16日，她宣布自己成為了西班牙裔獎學基金（Hispanic Scholarship Fund, HSF）董事會的新成員。HSF為美國最大支助西班牙裔美國人接受高等教育的非營利組織。對於羅德里奎家來說教育極為重要，再加上她決心修得學位，故她接受了HSF的獎學金。 身為董事會的一員，吉娜將協助HSF專注在無比有意義的事上，以確保HSF會繼續保有原來的價值與致力於教育的初衷。 吉娜表明這是個很好的機會對HSF表示感謝，並為拉丁裔學生開啟了一扇門讓他們追隨。
2015年晚些，家長倡導教育權利聯盟（The Parent Advocacy Coalition for Educational Rights, PACER）全國霸凌預防中心與CustomInk攜手，並在許多名人包括吉娜的幫助下，籌措了資金以舉辦第5屆「彼此友好活動」（Be Good to Each Other Campaign）。 2015年10月，大夥鼓勵民眾購買於CustomInk出售來自PACER的反霸凌“名人”T恤。 吉娜設計了其中一款T恤，而上面印著「善良是種風格」的字樣，其明確指出對善良、接受與反霸凌的立場，並表示她的父母一直教導她要有積極的思考與尊重他人的心。她希望藉此活動，繼續傳遞這樣的正面訊息給下一代。
同樣於2015年10月，吉娜宣布成為Naja的合作夥伴，而該公司於2014年成立，並致力於幫助女性與自然環境。由於Naja是垂直整合生產，故大大減少了生產週期，這讓公司可以省下更多錢來供應員工子女學校書本、午餐與制服，而靈活的工作環境更是優點之一。 在見識大學摯友身為單親媽媽的辛勞後，吉娜打算支持以錄用單親媽媽為優先的公司，並讓她們在家中工作好兼顧家庭。 她列舉了Naja的承諾，並製造各種身型與大小的女性內衣，以增加女性對身體的自信，欲透過此舉讓女性更愛惜自己的身體。 Naja在製造的過程中也很重視環保意識，其材料多由回收的塑膠瓶製成，並用更環保的數位印刷製造。

## 作品

### 電影
| 年度 | 作品               | 角色              | 備註       |
| ---- | ------------------ | ----------------- | ---------- |
| 2008 | 叫停（Calling It Quits）           | Dayplayer         |            |
| 2008 | 十：三十一（Ten: Thirty One）     | 鄰家女孩          | 短片       |
| 2009 | 奧斯瓦爾多（Osvaldo's）     | 安娜·黛西         | 短片       |
| 2010 | 我的家庭婚禮       | 伴娘              |            |
| 2010 | 小勺子（Little Spoon）         | 曼蒂              | 短片       |
| 2011 | 舞力青春           | 吉娜              |            |
| 2012 | 嘻哈街頭夢         | 梅傑·托諾里歐     |            |
| 2012 | 加州冬日           | 歐菲莉亞·拉米雷茲 |            |
| 2013 | 洲際（Interstate）           | 娜耶莉            | 短片       |
| 2013 | 危險心靈           | 艾德莉安          |            |
| 2013 | 付出的代價（The Price We Pay）     | 梅蒂可            | 短片；配音 |
| 2013 | 真心愛遲到         | 阿麗希絲·費許     |            |
| 2013 | 一遍一遍又一遍（Una Y Otra Y Otra Vez） | 女友              | 短片       |
| 2014 | 重新愛過（Since I Laid Eyes）       | 艾琳              | 短片       |
| 2014 | 這就是貞（C'est Jane）       | 貞                | 短片       |
| 2016 | 便利貼             | 娜塔莉            |            |
| 2016 | 怒火地平線         | 安德烈婭·佛雷特斯 |            |
| 2017 | 雪倫1.2.3.（Sharon 1.2.3.）     | 辛蒂              |            |
| 2017 | 聖誕星             | 瑪麗亞            | 配音       |
| 2017 | 萌牛費迪南         | 甲姊              | 配音       |
| 2018 | 滅絕               | 安雅·托倫森       |            |
| 2018 | 小腳怪             | 可卡              | 配音       |
| 2019 | 雙面蝶             | 葛蘿莉亞·邁爾     |            |
| 2019 | 忘情今夜           | 珍妮·楊           | 身兼製作人 |
| 2019 | 安迪的歌（Andy's Song）       | 塔薇              | 短片       |
| 2020 | 卡吉麗昂           | 梅蘭妮·威特克     |            |
| 2020 | 狗狗史酷比！       | 威瑪·丁克萊       | 配音       |
| 2021 | 無眠夢魘           | 吉兒·亞當斯       |            |
| 2022 | 回到我身邊         | 安                |            |
| 2023 | Parachute          | 艾克曼博士        |            |
| 2023 | 小鬼大間諜：大決戰 |                   | 後製中     |

### 電視
| 年度      | 作品                | 角色                       | 備註                                                 |
| --------- | ------------------- | -------------------------- | ---------------------------------------------------- |
| 2004      | 法律與秩序          | 優蘭達                     | 第15季第10集                                         |
| 2005      | 喬尼的新生          | 蘿絲                       | 第1季第3集                                           |
| 2008      | 法律與秩序          | 艾奈姿·索瑞亞諾            | 第18季第8集                                          |
| 2009      | 最後一刻            | 蘿蘋                       | 第1季第16集                                          |
| 2010      | 對面惡女看過來      | 丹妮卡                     | 第1季第14集                                          |
| 2010      | 軍妻                | 瑪莉索·伊凡斯              | 3集                                                  |
| 2010      | 我的超驚悚甜蜜16歲2 | 考特妮·拉米雷茲            | 電視電影                                             |
| 2011      | 幸福結局            | 蕊塔                       | 第1季第13集                                          |
| 2011      | 心計                | 艾兒薇亞                   | 第4季第8集                                           |
| 2011-12   | 勇士與美人          | 貝佛莉                     | 15集                                                 |
| 2012      | 無名（No Names）            | 梅根                       | 3集                                                  |
| 2013      | 西鎮警魂            | 蘿娜·達芙                  | 第2季第5集                                           |
| 2013      | 妙女神探            | 蘿德絲·姍妲娜              | 第4季第10集                                          |
| 2014      | 野藍（Wild Blue）            | 皮拉·羅伯斯                | 電視電影                                             |
| 2014-19   | 處女情緣            | 貞·葛蘿芮安娜·維拉紐瓦     | 主演（100集）；共同執行製作（第4－5季）；導演（3集） |
| 2015      | 青少年選擇獎        | 自己                       | 主持人                                               |
| 2016      | 名人對嘴生死鬥      | 自己                       | 第2季第15集                                          |
| 2018      | 荒唐分局            | 艾莉西亞                   | 第5季第22集：「傑克與艾美」                          |
| 2018      | 紐約屁民            | 旁白                       | 第3季第3集                                           |
| 2018-現在 | 青春無密語          | 吉娜·艾爾維茲              | 配音                                                 |
| 2018-19   | 艾蓮娜公主          | 瑪莉莎公主                 | 3集（配音）                                          |
| 2019-21   | 新神偷卡門          | 卡門·聖地牙哥              | 主演（配音；32集）                                   |
| 2019      | 機器雞              | 金潔                       | 第10季第11集                                         |
| 2019      | 魯保羅變裝皇后秀    | 自己                       | 第11季第10集                                         |
| 2019      | 聖女魔咒            |                            | 導演（第1季第11集）                                  |
| 2020-21   | 未來總統日記        | 伊蓮娜·卡內羅-里德（成年） | 8集；執行製作（第1－2季）；導演（2集）               |
| 2021      | 天才女醫生：杜吉    |                            | 導演（第1季第8集）                                   |
| 2022      | 仁醫小珊            |                            | 導演（第1季第3集）                                   |
| 2022      | 奧利不見了          | 媽媽                       | 主演（4集）                                          |
| 2023      | 老娘還沒死          | 妮兒·塞拉諾                | 主演；執行製作                                       |

## 獎項
| 年度 | 大獎                         | 獎項                                                                         | 作品       | 結果 |
| ---- | ---------------------------- | ---------------------------------------------------------------------------- | ---------- | ---- |
| 2010 | 首輪電影節                   | 最佳演員獎                                                                   | 奧斯瓦爾多 | 獲獎 |
| 2011 | 形象獎                       | 最佳女配角獎－電影類                                                         | 舞力青春   | 提名 |
| 2012 | 形象獎                       | 最佳女演員獎－電影類                                                         | 費里布朗   | 獲獎 |
| 2013 | 美國拉丁裔媒體藝術獎         | 電影類特別成就獎 （與愛德華·詹姆斯·奧莫斯、邁克爾·D·奧莫斯、盧·戴蒙·菲力浦） | 費里布朗   | 獲獎 |
| 2014 | 形象獎                       | 最佳女演員／女配角獎－電影類                                                 | 真心愛遲到 | 提名 |
| 2014 | 道林獎                       | 新星獎                                                                       | N/A        | 獲獎 |
| 2015 | 金球獎                       | 最佳電視女演員獎－音樂及喜劇類                                               | 處女情緣   | 獲獎 |
| 2015 | 評論家選擇電視獎             | 喜劇類影集最佳女演員獎                                                       | 處女情緣   | 提名 |
| 2015 | 電視評論家協會獎             | 喜劇類個人成就獎                                                             | 處女情緣   | 提名 |
| 2015 | 全國西班牙裔媒體聯盟影響力獎 | 電視影集最佳演出獎                                                           | 處女情緣   | 獲獎 |
| 2015 | EWwy Award                   | 喜劇類影集最佳女演員獎                                                       | 處女情緣   | 獲獎 |
| 2015 | 青少年選擇獎                 | 電視選擇獎：喜劇類女演員                                                     | 處女情緣   | 提名 |
| 2015 | 青少年選擇獎                 | 電視選擇獎：表現突出明星                                                     | 處女情緣   | 提名 |
| 2015 | 青少年選擇獎                 | 電視選擇獎：接吻場景（與賈斯汀·巴爾多尼）                                    | 處女情緣   | 提名 |
| 2015 | 形象獎                       | 最佳女演員獎－電視類                                                         | 處女情緣   | 獲獎 |
| 2015 | Gold Derby電視獎             | 最佳喜劇類影集女演員獎                                                       | 處女情緣   | 提名 |
| 2015 | Gold Derby電視獎             | 年度表現突出獎                                                               | 處女情緣   | 獲獎 |
| 2015 | 在線電影與電視協會獎         | 喜劇類影集最佳女演員獎                                                       | 處女情緣   | 提名 |
| 2015 | 首爾國際電視節               | 女子演員賞                                                                   | 處女情緣   | 提名 |
| 2015 | 女性力量獎                   | 媒體楷模獎                                                                   | 處女情緣   | 獲獎 |
| 2016 | 金球獎                       | 最佳電視女演員獎－音樂及喜劇類                                               | 處女情緣   | 提名 |
| 2016 | 評論家選擇電視獎             | 喜劇類影集最佳女演員獎                                                       | 處女情緣   | 提名 |
| 2016 | 女性形象網路獎               | 最佳喜劇類影集女演員獎                                                       | 處女情緣   | 提名 |
| 2016 | 有色人種促進協會形象獎       | 喜劇類影集最佳女演員獎                                                       | 處女情緣   | 提名 |
| 2016 | 衛星獎                       | 最佳音樂或喜劇類影集女演員獎                                                 | 處女情緣   | 提名 |
| 2016 | 葡萄牙電影獎                 | 喜劇類影集最佳女演員獎                                                       | 處女情緣   | 提名 |
| 2016 | 青少年選擇獎                 | 電視選擇獎：喜劇類女演員                                                     | 處女情緣   | 提名 |
| 2016 | 形象獎                       | 最佳女演員獎－電視類                                                         | 處女情緣   | 獲獎 |
| 2016 | Poppy Awards                 | 喜劇類最佳女演員獎                                                           | 處女情緣   | 提名 |
| 2017 | 金球獎                       | 最佳電視女演員獎－音樂及喜劇類                                               | 處女情緣   | 提名 |
| 2017 | 人民選擇獎                   | 最喜愛喜劇類電視女演員獎                                                     | 處女情緣   | 提名 |
| 2017 | MTV影視大獎                  | 最佳電視劇演員獎                                                             | 處女情緣   | 提名 |
| 2017 | 黑膠卷電視獎                 | 喜劇類影集最佳女演員獎                                                       | 處女情緣   | 提名 |
| 2017 | 青少年選擇獎                 | 電視選擇獎：喜劇類女演員                                                     | 處女情緣   | 提名 |
| 2018 | 女性形象網路獎               | 最佳喜劇類影集女演員獎                                                       | 處女情緣   | 提名 |
| 2018 | MTV影視大獎                  | 最佳接吻獎（與賈斯汀·巴爾多尼）                                              | 處女情緣   | 待定 |

## 外部連結
- 官方网站
- 吉娜·羅德里奎在互联网电影资料库（IMDb）上的資料（英文）
- 吉娜·羅德里奎的X（前Twitter）
- 吉娜·羅德里奎的Facebook專頁